# Брайън Тичър
Брайън Дейвид Тичър (на английски: Brian David Teacher) е американски тенисист.  

## Биография
Брайън Тичър е роден на 23 декември 1954 г. в Сан Диего, Калифорния, САЩ.
През 1979 г. се жени за Кати Мей, тенисистка от топ 10 в ранглистата. Впоследствие те се развеждат.

## Кариера
Брайън Тичър достига до световен номер 7 на сингъл и световен номер 5 на двойки, и двете през 1981 г. Става шампион от Големия шлен на сингъл, на Откритото първенство на Австралия през 1980 г. Той печели осем титли в кариерата си на сингъл и 16 на двойки.
След кариерата си на играч той става треньор както в ATP Тур, така и в WTA Тур, работи с Андре Агаси и Грег Руседски. В момента ръководи тенис академията „Брайън Тичър Тенис Академи“ в Южна Пасадена, Калифорния.

## Кариерна статистика

#### Титли на турнири отГолям шлем(1)
| година | турнир       | съперник   | резултат           |
| ------ | ------------ | ---------- | ------------------ |
| 1980   | ОП Австралия | Ким Уоруик | 7–5, 7–6(7–4), 6–3 |